# الألبا (صحيفة تونسية)
الألبا هي صحيفة أسبوعية فاشية تصدر باللغة الإيطالية تنشر من العاصمة تونس. أسسها جوزيبي كولومبو والمستشار المقيم أوليفا، تم نشر العدد الأول في 5 سبتمبر 1935.
فيما يتعلق بالحرب الإيطالية الإثيوبية الثانية، تفاخرت «الألبا» بوجود شركتين من القمصان السوداء من تونس، «نوميدي» و «زاما»، في ميادين القتال. هاجم المنشور الماسونيين والمناهضين للفاشية، بينما ناشد الإيطاليين شراء منتجات من دولتهم. اعتبرت القنصلية البريطانية الخطابات في الألبا مهينة لبريطانيا العظمى ومالطا، وقدمت شكوى رسمية ضد النشر. تم إغلاقها لاحقًا من قبل السلطات الاستعمارية الفرنسية وكان العدد الأخير في 14 نوفمبر 1935.